# 223263 Cheikhoumardia
223263 Cheikhoumardia este o planetă minoră (asteroid) din centura de asteroizi. A fost descoperită pe 30 martie 2003 la Observatorul Național Kitt Peak de Marc Buie⁠(d). 
Obiectul prezintă o orbită caracterizată de o semiaxă mare de 2,7909217668464 UAi, o excentricitate de 0,20422879815621, o înclinație de 8,2050527540824 ° în raport cu ecliptica.